# Protéine de Bence-Jones

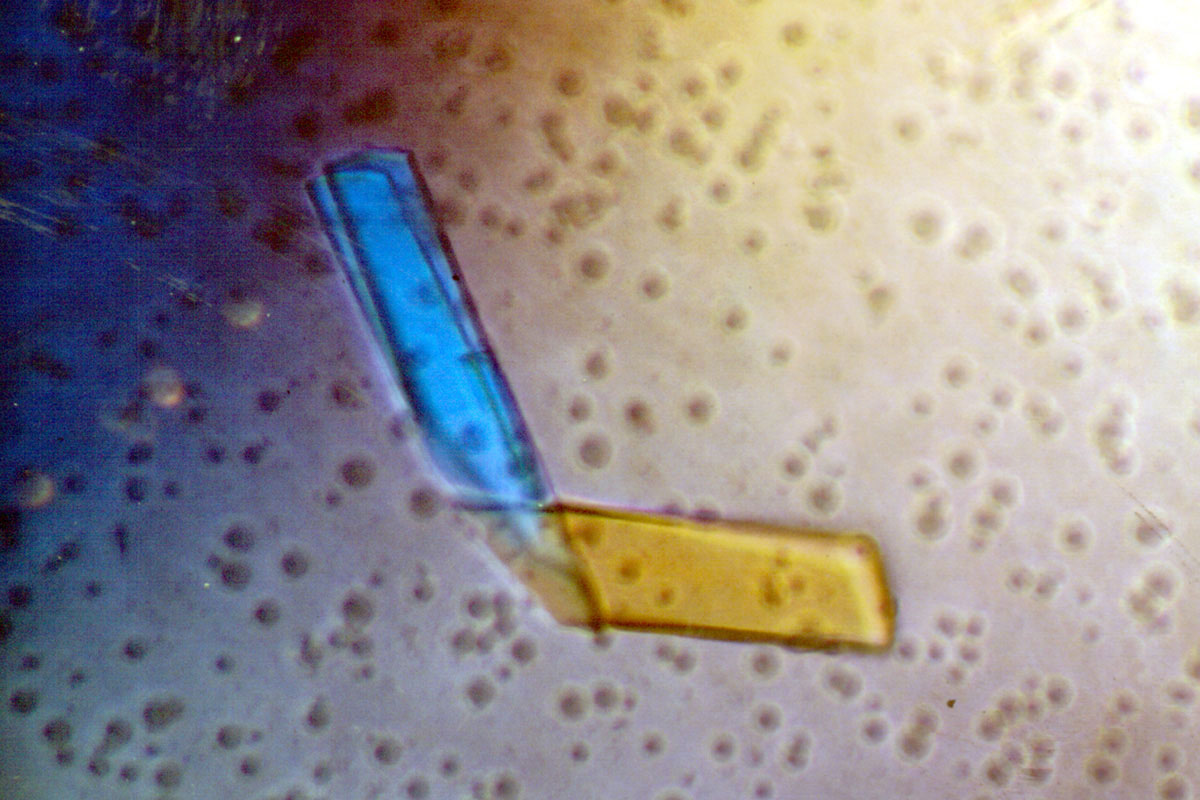
Un cristal de protéine de Bence-Jones créé pour la cristallographie aux rayons X.

La protéine de Bence-Jones est une protéine découverte en 1848 par Henry Bence Jones que l'on peut retrouver dans l’urine au cours de certaines hémopathies (maladies du  sang). 
C'est un petit fragment - une chaine légère - d'immunoglobuline, qui est éliminée dans les urines en cas de gammapathie monoclonale, et notamment dans le myélome et la maladie de Waldenström. Elle peut être aussi retrouvée dans des maladies telles que l'amylose AL.
Sa présence dans les urines contribue au diagnostic et le suivi de son taux permet de contrôler l’efficacité du traitement et l'évolution de la maladie.
La protéine de Bence-Jones est caractérisée par sa thermo-solubilité, c'est-à-dire par le fait qu'elle précipite à 50-60 °C, se redissout à 90-100 °C et reprécipite en refroidissant.